# Ron Low
Ronald Albert Low detto Ron (Birtle, 21 giugno 1950) è un allenatore di hockey su ghiaccio ed ex hockeista su ghiaccio canadese.
Giocava come portiere per i Toronto Maple Leafs, Washington Capitals, Detroit Red Wings, Québec Nordiques, Edmonton Oilers e New Jersey Devils. Dopo la sua carriera, è diventato un allenatore.